# Anthem (trò chơi điện tử)
Anthem là một trò chơi điện tử nhập vai hành động, trực tuyến nhiều người chơi được phát triển bởi BioWare và phát hành bởi Electronic Arts. Trò chơi dự kiến sẽ được phát hành trên toàn thế giới cho Microsoft Windows, PlayStation 4 và Xbox One vào ngày 22 tháng 2 năm 2019. Người chơi sẽ vào vai của một Freelancer, những người có nhiệm vụ khám phá thế giới xung quanh.

## Lối chơi
Anthem kết hợp các yếu tố game bắn súng góc nhìn thứ ba và hành động nhập vai trong một " thế giới mở tiếp tuyến", có thể chơi với tối đa ba người chơi khác, trong đó họ đóng vai trò là Freelancer mặc những bộ trang phục như người máy có thể tùy chỉnh được gọi là Javelins. Những bộ đồ này có thể được nâng cấp để có những vũ khí mạnh hơn và khả năng siêu phàm khác. Hai loại Javelin đã được trình bày trong bài thuyết trình của trò chơi E3 2017 của Microsoft: Ranger, là một Javelin cân bằng các chỉ số, và Colossus, một Javelin lớn hơn và được bọc thép, có vai trò là người đỡ đòn. Các Javelin khác bao gồm Storm, sử dụng công nghệ giải phóng "cơn thịnh nộ của thánh ca" khi bay, và Interceptor, giỏi chiến đấu ở cự ly gần và di chuyển nhanh khi chiến đấu.
Người chơi có thể xây dựng mối quan hệ với các NPC, nhưng không thể thiết lập mối quan hệ "lãng mạn" với họ, giống với các trò chơi của BioWare trước đây. Điểm gặp trung tâm của trò chơi ở Fort Tarsis, thành trì trung tâm của Anthem. Được xây dựng bởi Tướng Helena Tarsis, đóng vai trò là nơi ở kiên cố chống lại các mối đe dọa của thế giới bên ngoài và cũng là nơi người chơi nhận nhiệm vụ.
Trò chơi có cả hai yếu tố nhiều người chơi đơn và hợp tác trong một "thế giới chung" có thể có tối đa bốn thành viên mỗi đội. Các đội có thể chiến đấu với những con thú man rợ và quân đội trong khi khám phá những tàn tích và thiên tai như bão...

## Phát triển
Việc phát triển trò chơi bắt đầu vào năm 2012, ngay sau khi phát hành Mass Effect 3, dưới sự giám sát của Casey Hudson, nhà sản xuất điều hành của bộ ba Mass Effect. Mặc dù Hudson đã rời BioWare vào năm 2014, nhưng phát triển Anthem vẫn tiếp tục  cho đến khi ông trở lại với tư cách là người đứng đầu dự án năm 2017. Trước khi công bố tiêu đề cuối cùng của trò chơi, dự án có tên mã là "Dylan" trong nội bộ của BioWare.
Nhạc nền của trò chơi được sáng tác bởi Sarah Schachner.

## Tiếp thị và phát hành
Trò chơi đã được trình chiếu lần đầu trong cuộc họp báo E3 của Microsoft, chạy trên Xbox One X. 
Tại E3 2017, khi trò chơi được công bố, ngày phát hành dự định của nó là Q4 2018, nhưng đã bị đẩy lùi vào tháng 1 năm 2018 đến đầu năm 2019, một phần để tạo khoảng trống để EA phát hành một "đứa con khác" của mình là Battlefield V cuối năm 2018. Theo Patrick Söderlund, phó chủ tịch của EA, BioWare có kế hoạch hỗ trợ trò chơi với nội dung mới và cập nhật sau khi phát hành chính thức của trò chơi, và việc ra mắt của nó sẽ là "khởi đầu của một hành trình 10 năm" cho BioWare. Bản demo miễn phí của trò chơi đã được phát hành để tải xuống vào ngày 25 tháng 1 năm 2019 cho khách hàng đặt hàng trước và vào ngày 1 tháng 2 cho đại trà.